# Francisco de Oliveira Chamiço
Francisco de Oliveira Chamiço ComNSC (Porto, São Nicolau, 24 de fevereiro de 1819 - Lisboa, Mártires, 21 de março de 1888) foi um capitalista, proprietário e director de diversos bancos e companhias.

## Biografia
Era filho de Fortunato de Oliveira Chamiço, abastado Negociante da Praça do Porto, e de sua mulher Cândida Margarida Cândida Martins Pacheco, neto paterno de Brás de Oliveira Chamiço, Capitão-de-Mar-e-Guerra, de origem Alemã, e de sua mulher Ana Luísa, neto materno de António José Soares e de sua mulher Custódia Claudina Pacheco e irmão de Fortunato de Oliveira Chamiço, Jr..
Aos nove anos, foi para a Grã-Bretanha e Irlanda, e ali foi educado e instruído com destino à vida comercial. Aos dezassete anos de idade, regressou ao Porto e associou-se com seu pai, tanto no Porto, como em Londres, onde a Firma Chamiço & C.ª era respeitada. Dotado duma inteligência clara e duma grande actividade, ainda não contava vinte anos lhe foi confiada a gerência da Casa.
Foi Secretário da Associação Comercial Portuense, a cuja Direcção esteve ligado por espaço de 23 anos, durante os quais foi encarregado pela mesma Associação e pelo Estado de numerosas Comissões em proveito do serviço público.
Francisco de Oliveira Chamiço concorreu com todas as suas forças para muitos dos melhoramentos do País. Foi um dos Fundadores da Companhia Utilidade Pública e um dos que mais se empenharam na solução do problema de viação em Portugal, conseguindo que as Províncias do Minho e Douro Litoral fossem dotadas com as primeiras estradas.
Em 1854 foi, pela primeira vez, Deputado eleito pela cidade do Porto, ocupando, sucessivamente, o seu lugar na Câmara Electiva, até 1864, data em que renunciou à candidatura por divergências com o Ministério presidido pelo 1.° Duque de Loulé. Foram muitos e importantes os serviços que prestou às Províncias do Norte durante o tempo em que foi Deputado. Foi ele que propôs e fez votar a estrada marginal do Rio Douro, a continuação das estradas ao Norte do mesmo rio, as de Caminha, Viana do Castelo e ramal de Coura.
Juntamente com o 1.° Visconde de Vilar de Allen, fundou o Palácio de Cristal do Porto. Fundou, também, o Banco Nacional Ultramarino, etc.
Pelos seus importantes trabalhos, pela sua actividade em questões administrativas, chegou a ser indigitado pela Opinião Pública para Ministro da Fazenda, e, se não ocupou esse lugar, foi mais por uma razão de modéstia.
Recusou o título de Visconde que lhe foi oferecido por D. Pedro V de Portugal e, ainda, outras honrarias com que queriam distingui-lo.
Era Membro da Real Sociedade de Geografia de Lisboa, aparecendo sempre o seu nome em todas as iniciativas que partiam dessa Sociedade, e foi, também, um dos Administradores da Companhia Real dos Caminhos-de-Ferro.
Foi quem mais concorreu para auxiliar o Governo Português a participar na Exposição de Antuérpia, e dão-lhe ainda maior glória a dedicação com que pôs à disposição do Governo todos os recursos do Banco e o modo como contribuiu para que tudo caminhasse de melhor forma possível. Foi Francisco de Oliveira Chamiço que, auxiliado por António de Castilho, redigiu o Catálogo da Exposição e que representou, com despesa e sacrifício, o País em Antuérpia, e foi também ele que elaborou o Relatório apresentado à Real Sociedade de Geografia de Lisboa, e que é um documento de muito valor para a História dessa Exposição. Por esses serviços, foi recompensado como 674.° Comendador da Ordem de Nossa Senhora da Conceição de Vila Viçosa a 15 de Dezembro de 1864.
Francisco de Oliveira Chamiço foi, também, um dos homens do seu tempo que melhor compreenderam a importância das Colónias Portuguesas e que mais completamente se lhes dedicaram.
Foi impressa uma série de notas de 1$00, 2$50, 5$00, 10$00, 20$00 e 50$00 para as Colónias Portuguesas em África: Cabo Verde, Guiné, São Tomé e Príncipe, Angola e Moçambique.